# Nikollë Mekajshi
Nikollë Mekajshi (wł. Nicolò Mechaischi, łac. Mecansius) – albański franciszkanin i biskup katolicki żyjący na przełomie XVI i XVII wieku.

## Życiorys
W 1594 roku wziął udział w konferencji w Macie, na której planowano organizację antyosmańskich buntów, które miały na celu odzyskanie niepodległości Albanii; w jej ramach należał do delegacji, która brała udział w negocjacjach w papieżem Klemensem VIII. W roku 1601 Mekajshi wraz z innym biskupem Nikollë Bardhim wzniecił antyosmańskie powtanie, które upadło już w następnym roku.
W latach 1609–1610 zwracał się z prośbą do papieża Pawła V o udzielenie pomocy militarnej, która miała dotyczyć wsparcie 50 tys. albańskich powstańców przez hiszpańskiego władcę Filipa III Habsburga.